# 黃之鋒
黃之鋒（英語：Joshua Wong Chi-fung；1996年10月13日—），香港民主自決派社運人士，曾先後任學民思潮召集人、香港眾志秘書長。2011年，15歲时他創立學民思潮、組織社會運動，批評香港政府透過新設德育及國民教育科向學生洗腦，並帶領群眾成功逼使政府取消推行有關課程而聞名於香港。2014年，他因参与雨傘運動被美國《时代杂志》选为全球25位最具影響力的少年。

## 早年生活
黄之鋒於1996年在英属香港出生，自小患有讀寫障礙，在父母的教育下，經由大量閱讀改善讀寫能力，之後逐漸趕上其他人。其父母皆為基督徒，其中父親黃偉明為反同組織「性傾向條例家校關注組」的召集人。

### 樂於助人及為同學發聲
在父母的影響下，黃之鋒自幼參與教會活動，隨其父母參與社區活動，探訪基層家庭，做義工幫助基層。
其父親憶述，自幼時已看出黃之鋒是一位堅持原則，很有理念，在「大是大非面前不會容易妥協」的人，讓他印象最深刻的是他為一眾同學向校方反映飯堂問題，還設立Facebook專頁抗議，最後更要見校長，這可以說是他第一次投身推動公共事務。。

### 學業發展
黃之鋒小學畢業於救恩學校，中學時期就讀於滙基書院（東九龍），之後在2014年香港中學文憑考試取得19分（滿分35分），後獲香港公開大學錄取，就讀社會科學榮譽學士學位，主修政治及公共行政。
2020年10月12日，黃之鋒於社交網站Facebook宣佈其以乙等（一級）（Second Class Honours (Upper Division)，外間又稱二级甲等）的成績畢業。

## 政治生涯

### 学民思潮时期
2011年5月29日，黃之鋒與同校同學林朗彥成立學生組織學民思潮。

#### 帶領群眾反對「洗腦教育」

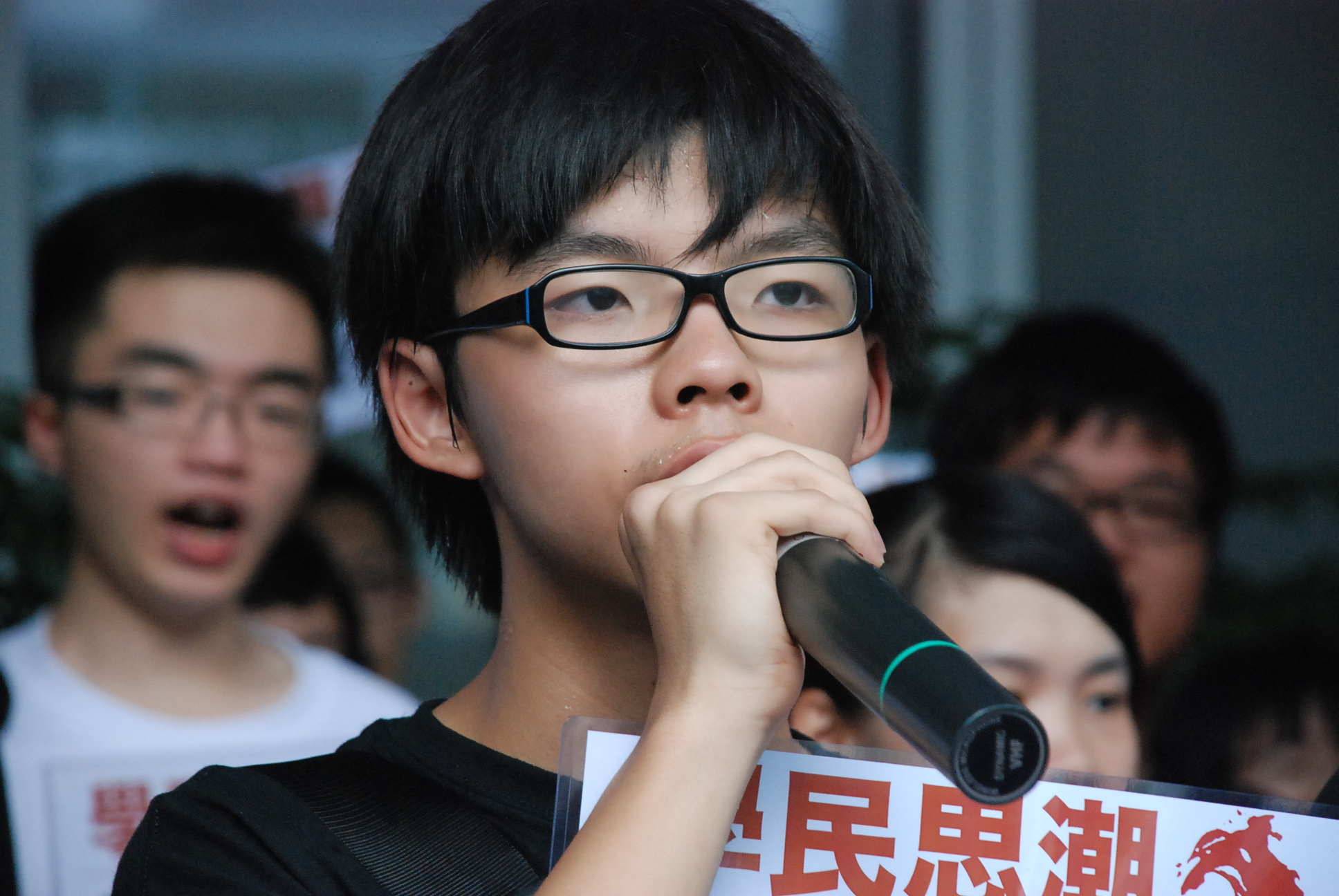
黃之鋒在反德育及國民教育科集會上發言

2011年至2012年間，黃之鋒所屬的學民思潮批評政府假借德育及國民教育科，向學生灌輸擁護中國共產黨的訊息，實際上是「中共洗腦教育」。之後學民思潮多次組織反對德育及國民教育科的遊行、集會等等，惟當時没有获得很多市民的關注。
其後學民思潮指責香港教育局未經招標花過千萬公帑，資助由親共派組織教聯會營辦的國民教育中心製作《中國模式國情專題教學手冊》教材，國教手冊形容中國共產黨是「進步、無私與團結」的執政集團，而美國就是「政黨惡斗，人民當災」。事件曝光後引起公眾嘩然，社會各界开始關注德育及國民教育科对教材的亲中影响，反對聲音日益高漲。
2012年7月15日，黃之鋒獲邀出席《城市論壇》與其他嘉賓辯論，當日論壇以國民教育為題。同場嘉賓之一有親中組織工聯會成員兼小學教師余綺華，他在討論末段要求其交代自己對國民教育的立場，以及追問她是否打算參加立法會教育界功能組別選舉。余綺華聽後拍桌激動回應，黃之鋒其後說希望老師不要以拍桌的方式來教育他。此事亦成為反國教事件急劇升溫的導火線之一，之後反對「洗腦教育」運動全面爆發。
7月29日，學民思潮聯同民間反對國民教育科大聯盟舉行「全民行動，反對洗腦，7月29日，萬人大遊行」，有高達9萬港人參與；其後在8月30日發起「埋單計數，撤回課程，佔領政總」佔領政府總部升級行動，同時宣佈3名學民思潮成員在政府總部門外絕食，也有大學教授和社運人士接力參與。9月7日，大會宣布有多達12萬人參與佔領行動。最后，時任特首梁振英宣布取消推行德育及國民教育科。

#### 爭取公民提名及雙普選
黃之鋒認為學生不只是關心香港教育議題，他一直關心香港政制發展，爭取香港落實雙普選，即全面直選行政長官和立法會議員。
2014年4月，學民思潮及學聯一同舉行記招，提出「學界政改方案」，方案提倡「公民提名，必不可少」，只要全港1%合資格選民聯署即可提名一位行政長官參選人，而且提名委員會沒有任何否決權，同時立法會選舉應廢除功能組別，達致全面普選等等。
其後黃之鋒指部分人想以溫和姿態，嘗試討好中央心意而預先作出妥協，但他認為這條溫和路線是行不通，只會嚴重影響爭取真普選的機會，他指出中共歸根究柢「只想完全操控選舉」，讓這個選舉名存實亡，不管你提議的方案是進行還是溫和，不管提出的人是誰都不重要，只要此方案有機會讓曾高喊「平反六四」的人成為候選人，縱使此人是走很溫和的路線，「那方案必被中央拒之於門外，因為平反六四不單在內地被定性為『煽動顛覆國家政權』，在港亦被視為挑戰中央政府的舉動」。不是中共不接受，香港人就要放棄，人們有選擇不認命的自由，面對中共只能抗爭到底，堅持「公民提名，必不可少」正是象徵這種不屈不撓的抗命精神。

#### 重奪「公民廣場」行動

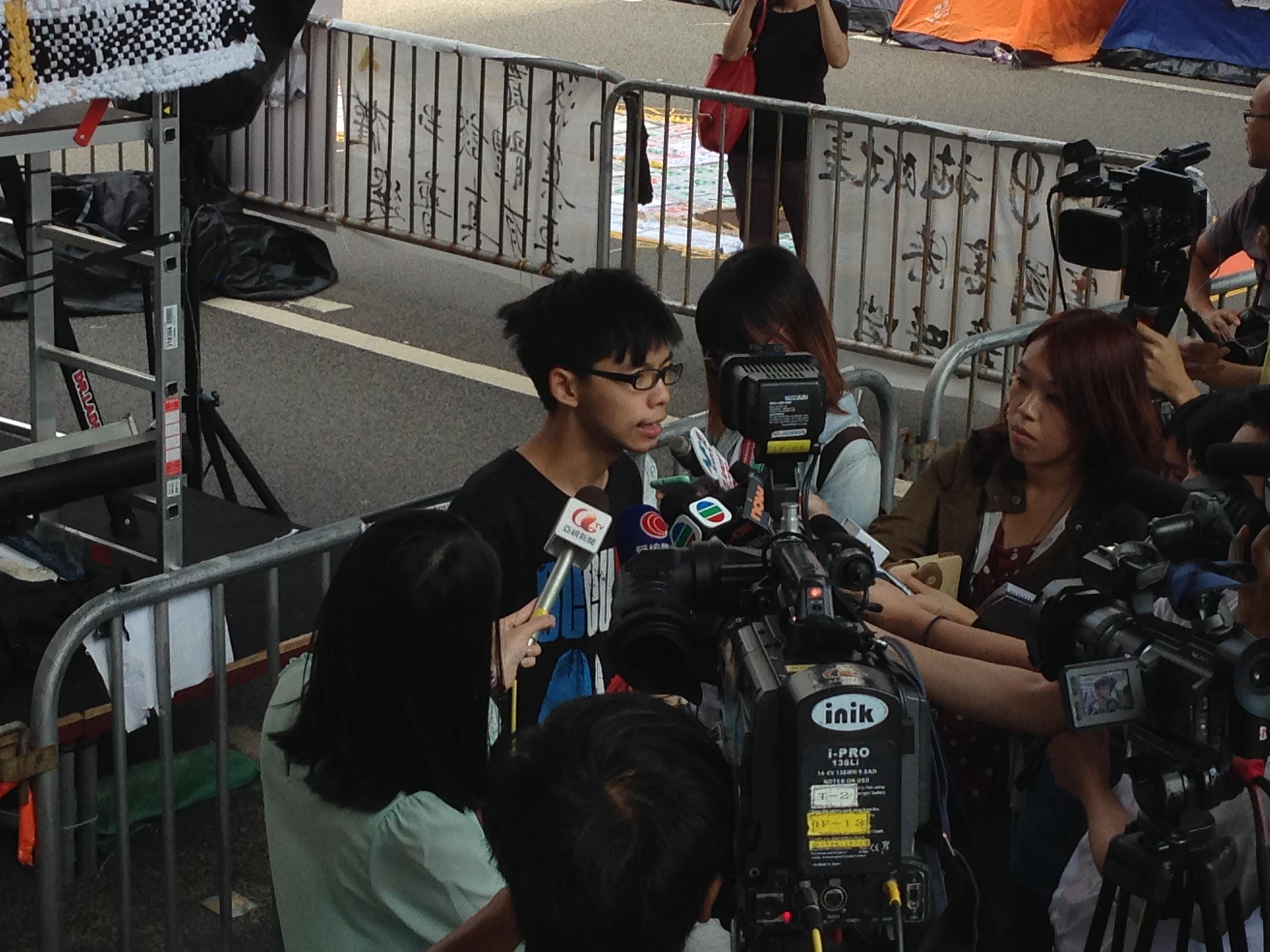
於雨傘革命中接受採訪的黃之鋒

學民思潮於2014年9月26日響應2014年香港學界大罷課，並於當日發動中學生罷課，由黃之鋒帶領而宣讀罷課宣言。當晚10時26分，他在“和平佔中”罷課集會結束後，突然號召集會人士衝入政府總部東翼前地，重奪「公民廣場」，香港專上學生聯會與學民思潮部分成員趁隙衝過大門，闖入「公民廣場」，另有一批人衝擊立法會。警察向衝入廣場及衝擊立法會的學生、市民噴灑胡椒噴霧，並出動防暴警察清場；而黃之鋒進入廣場後，隨即遭4名警員及抬走拘捕，並於翌日晚上搜查黃之鋒住宅，查扣電腦、記憶卡、硬碟等物品。
重奪「公民廣場」行動引發9月27日晚間8萬人集會聲援學生，最終導致「和平佔中」最後部曲在9月28日凌晨正式啟動，更招來防暴警察在當日傍晚發射催淚彈（2005年世貿韓農騷亂後首次）及威脅開槍的武力驅散。當日下午律師團隊協助黃之鋒申請人身保護令，隨後在晚上獲批，黃之鋒獲釋返家。他隨即見記者，要求警方立即釋放學聯秘書長周永康及副秘書長岑敖暉。
重奪「公民廣場」事隔不足2星期，10月初（當時「和平佔中」的佔領行動仍繼續進行），美國《時代雜誌》亞洲版以黃之鋒為封面，標题為「抗爭臉孔」（The Face of Protest）。隨後他更被《時代雜誌》選為當年25名最具影響力少年之一。

### 香港眾志时期
2016年4月10日，黃之鋒與學聯前秘書長羅冠聰等人成立香港眾志。眾志提出“自發、自主、自決、自立”四大主張作為黨綱，以「民主自決」為最高綱領。眾志認為，香港民主運動要找到新方向，才能跨越失敗。他們不再只關注政制等問題，而是把眼光放在2047年之後的香港，因此推動自決運動，希望爭取港人就2047“前途自決”的機會，成立一個官方認可的公投機制希望尋求論述轉向和政治議程的革新，令香港成為真正能夠長治久安的“自主”城市。
黃之鋒及香港眾志提倡民主自治，不主張香港獨立，同时表明“如無民主自治，只能選擇港獨”。

#### 黑紫荊行動
2017年6月26日，適逢中共總書記習近平訪港，黃之鋒與香港眾志主席羅冠聰、林朗彥、周庭、人民力量譚得志及社民連成員等人進行抗議，於灣仔金紫荊廣場將數塊黑布包圍廣場紫荊花雕塑，呼籲市民在7月1日上街表達憤怒。
同年6月28日，香港眾志立法會議員羅冠聰、秘書長黃之鋒，社民連立法會議員梁國雄及副主席黃浩銘等20多人，再度「佔領」金紫荊，有部分示威人士爬上金紫荊，並以鐵鏈將自己和雕像鎖在一起。警方拘留26名示威者逾30小時，多個團體批評警方以人手不足為由扣留示威者長達十多小時並不合理，事後香港眾志分別向平等機會委員會、警察投訴課投訴警方當日安排。

#### 獲提名競逐諾貝爾和平獎
2018年初，黃之鋒、羅冠聰、周永康獲美國12名國會議員提名競逐2018年諾貝爾和平獎。他們其後發文回應，指獲提名競逐諾貝爾和平獎的榮譽，應歸於百多年來的中港民主運動參與者。

#### 反送中運動

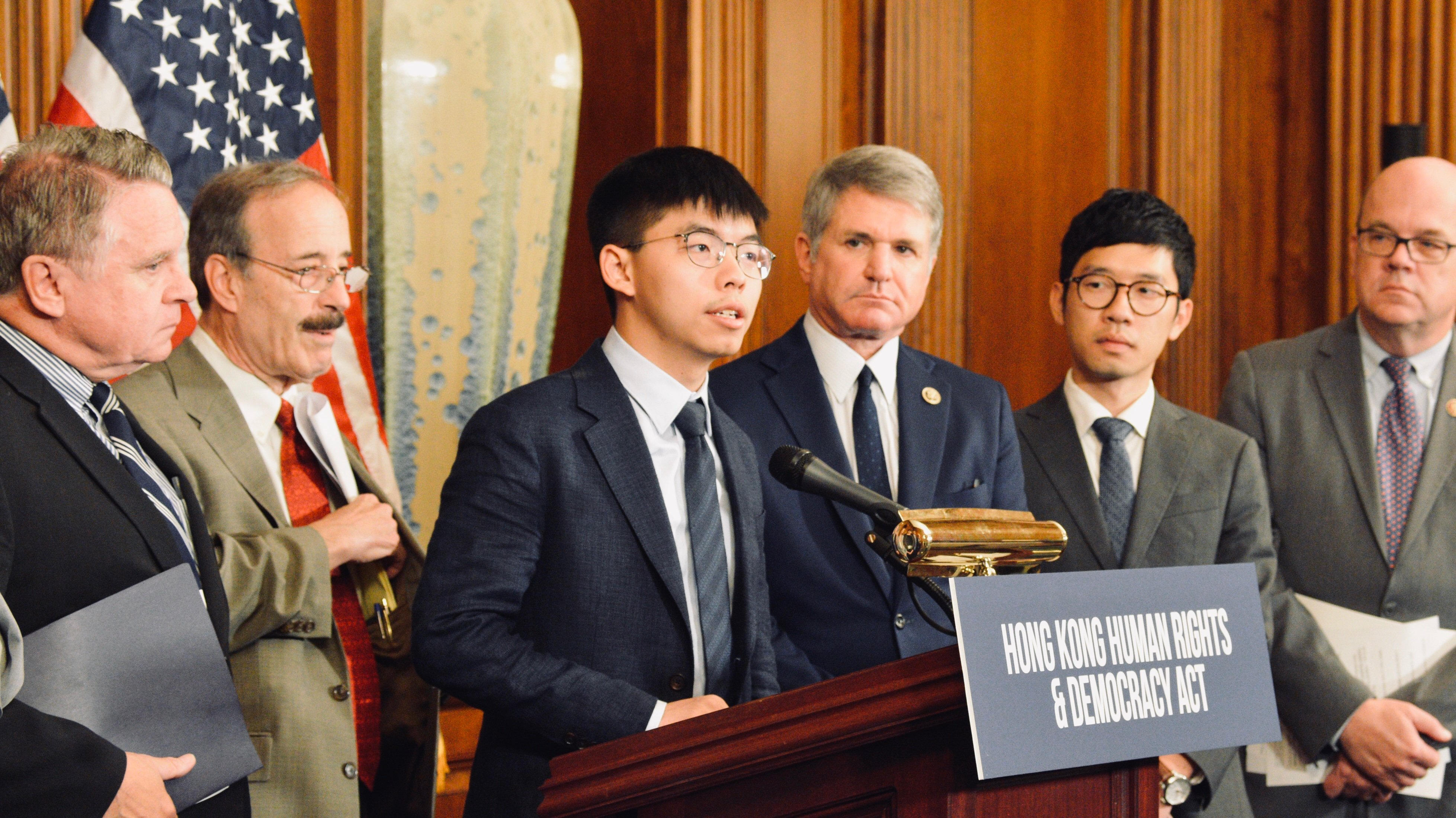
黃之鋒在美國國會上發言，促請通過《香港人權及民主法案》

2019年6月17日出獄後，旋即加入反送中運動，表明港府應明確撤回逃犯條例修訂草案，並撤回將6月9日百萬人大遊行定性為暴動之錯誤，他指林鄭月娥因造成香港人流血而已無資格再當特首。
2019年6月30日支持香港警察集會中，黄之锋来到现场抗議，認為警方執法過當，支持警方的市民在經過立法會大樓時，隔窗指罵香港眾志秘書長，一名中年男子斥責他「暴徒」。黃之鋒说：“我覺得他們的做法也非常不禮貌，我希望台灣人能明白，其實很多香港支持北京的示威人士，他們在參與遊行的時候，也是用錢去做的，所以我覺得這個情況，在未來不管是香港或是台灣，會不會愈來愈常見也是很關鍵。”
2019年7月7日七七九龙区游行中，黄之锋以英語質問在6·12金鐘衝突中指揮警方施放催淚彈的英籍警司陶輝，必須向港人解釋施放橡膠子彈及催淚彈的決定，向香港人道歉，但陶輝隨後在警車護送下離去。黃之鋒稍後在臉書痛批陶輝是生於英國的高級白人，在故鄉享有民主自由，如今前來香港當警隊指揮官，卻變成從納稅人領取薪水，效法北京鎮壓爭取民主自由的香港人。黃之鋒表示雖然對峙了10幾分鐘，但陶輝未發一語，之后在警方維護下上車離去。
2019年8月6日，黃之鋒和羅冠聰聯同香港大學學生會的黃程鋒和彭家浩與美國駐港澳總領事館政治部參贊伊珠麗（Julie A. Eadeh）会面。伊氏曾任美國駐上海總領事館科技衛生處長兼領事，通曉中文及阿拉伯語，亦曾赴美國駐沙烏地阿拉伯大使館、駐伊拉克使館、駐黎巴嫩使館及駐卡達使館服勤。此前，北京方面曾多次指美國介入香港這場運動。央視評論員洪琳指責伊珠麗为代表的外部势力是香港局势演变的「幕后推手」，现在开始「公开指导下棋」。
2019年8月7日，黃之鋒在脸书面刊文對外證實曾與伊珠麗會晤，但強調只是談論「香港人權民主法」的立法進程，同時促請美國停止向香港警察出口催淚彈和橡膠子彈。在2019年8月8日，《大公报》在其新闻报道中公布该名官员的个人资料、相片及其子女的姓名。美国国务院对于《大公报》此次刊登美国官员个人信息的报道表示谴责。
2019年8月13日，香港國際機場爆发大规模集结示威前11小时，黄之锋在他的脸书账号上做直播。他在直播中号召网民于下午1时在机场集结，他又表示明天来不及罢工继续要上班的朋友记得穿黑衫。同时，黄之锋称希望周日（2019年8月18日）的游行能有超过100万人上街。黄之锋又号召年齡30岁以上“和理非”（和平、理性、非暴力）的中产人士出钱购买“非塑胶制造的头盔”给示威者。
2019年9月9日，黃之鋒在抵達德國後受到德國外長海科·馬斯接見。兩人谈论香港街头示威的情形，及香港人民希望争取双普选与民主的诉求。德國外長接見黃之鋒引發中國強烈不滿。德方認為外长与各国公民社会的代表会晤是正常行为。
2019年9月17日，黃之鋒、藝人何韻詩等人獲邀到美國國會出席聽證會，他們獲眾議院議長南希·佩洛西接見，並在國會上呼籲通過《香港人權及民主法案》，香港政府對他們在聽證會上作出嚴重失實指控深表遺憾，而中國外交部發言人耿爽則批評佩洛西與黃之鋒等人會面是是非不分，要求美方立即停止干預香港事務。
2019年11月8日，法庭以「不太重要」為由拒絕正在保釋的黃之鋒離港申請，黃計劃於11月下旬前往歐洲多國國會及組織演說。

#### 被禁參選區議會

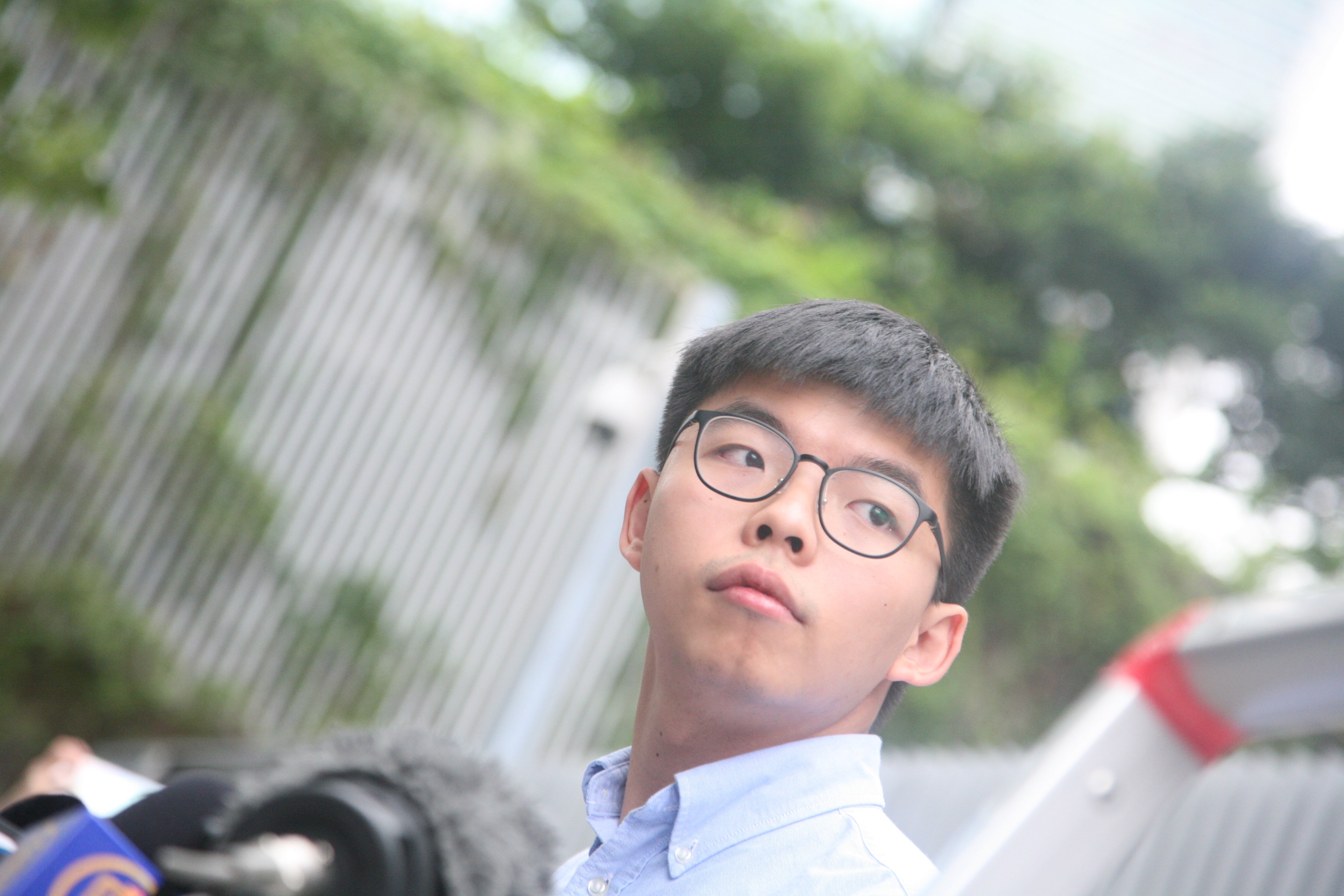
2019年10月29日，黃之鋒於添美道回應，被政府剝奪參選權

2019年10月4日，黃之鋒報名參選南區區議會海怡西選區區議會選舉。選舉主任三次向黃之鋒詢問政治主張，包括是否同意香港眾志的民主自決理念即提倡和支持港獨是自決前途選項以及是否不再認同香港眾志提出之港獨綱領等。第三次回應選舉主任提問時，黃之鋒說在中央政府對香港擁有主權的前提下，港獨並不可成為可接納的選項，這是他首次表明港獨不是公投選項。10月29日，黃之鋒被告知不符合候選人資格，提名無效。黃之鋒批評，選舉主任多番曲解及錯誤詮釋其政治理念，認為這正好反映取消其參選資格乃北京的「硬命令」，旨在DQ（取消參選資格）不合北京心意的人，取消原因就是因為「他叫黃之鋒」。

#### 與議員合作協助在監獄人士
黃之鋒與觀塘願景召集人、觀塘區議會月華區議員梁凱晴合作，支援約100名因旺角騷亂及反送中運動而被還押或判入獄的人士，又去高度設防監獄「壁屋懲教所」作公務探訪，他們為還押人士安排「私飯」（即是向懲教署指定餐廳訂購外來食物作為膳食），安排寄送約3,000個口罩等，懲教署要求每個口罩必須要獨立包裝，黃之鋒認為有關要求「白痴」（愚昧），導致他們要花大量時間逐個口罩入落透明膠套，並且封好。另外，黃之鋒又與立法會議員朱凱廸合作寄給在監獄人士的網上資訊、新聞、文章、趣圖等，希望幫助在監獄人士解悶及了解外面世界發生什麼事。

#### 退出香港眾志
2020年6月30日中國人大通過《港版國安法》後，黃之鋒在社交平台上宣佈辭任香港眾志秘書長一職，同時退出香港眾志，並表示在日後會以個人身份實踐其信念。

#### 父母胞弟離港赴澳洲
2021年1月19日，黃之鋒正在石壁監獄服刑之際，《星島日報》獨家發現其父母及胞弟已離港前往澳洲。而父親位於鴨脷洲海怡半島的物業已經在2020年底沽出。

## 社會事件

### 党派归属争议
2012年，網上有傳黃之鋒在一次網絡媒體訪問中，說過父母是公民黨的，被指意思是父母為公民黨成員，事後黃之鋒接受訪問時澄清父母並非公民黨成員，父母甚至連平時七一遊行、六四集會也甚少出席，而且自己更加沒有任何政黨背景，將來亦未有考慮會加入政黨。

### 南丫島海難留言風波
2012年10月1日，香港南丫島對出海域發生撞船海難，梁振英於撞船海難發生後去了海怡，有網民在社交媒體面書問他去不去找梁振英，黃之鋒留言說：「梁振英去了海怡，可惜我不在家」。此則留言遭親共陣營拿來作大肆抨擊，時任全國政協委員劉夢熊撮文批評他的留言「沒有人性」，其舉措是「犯眾憎」，質疑他留言言下之意為：若他當時在家中，必定會前往狙擊梁振英，要求撤回洗腦的國民教育。
黃之鋒事後才得悉有關海難事故嚴重，釀成最少8人死亡和多人受傷，於是立即刪除有關留言，並在Facebook專頁發表聲明，為因當時不知道事件導致嚴重傷亡便作出留言致歉，他解釋當時自己「不在家，正在會議當中，未有時間上網詳細了解沉船發生經過」，有人問他去不去找梁振英，黃之鋒便在面書回應了一句「梁振英去了海怡，可惜我不在家」，事後惹來批評指他在「抽水」，沒家教，有人更以粗口（粗言穢語）問候他的家人，當他知道海難事故導致至少8人死亡時，他心知形勢不妙情況危急，梁振英到海怡的確有職責所在，他便刪除這則留言。黃之鋒就事件鄭重道歉：
|  | 如果我當時知道事件發生得如此嚴重，我必定不會發佈那近況，亦毫無意欲去尋找梁振英，只會默默地禱告，盼望奇蹟發生，對於我在未了解事件細節便作出評論，我在此向各位道歉，希望大家原諒。 |

他的Facebook個人檔案及專頁封面在10月2日換上黑底「祈求平安」四字，祈求傷者獲醫治、失蹤者平安獲救；專頁資料相片則換上一張全黑的圖片，以示哀悼死難者。

### 被馬來西亞政府扣查兼拒絕入境
2015年5月26日，黃之鋒原本前往馬來西亞出席六四論壇，抵達檳城國際機場時被扣查半個多小時後，被拒絕入境，黃之鋒多次追問原因，邊防人員只以「政府命令」為由作回應，其後兩名邊防人員捉住他臂膀意圖押他上機，亦不肯給予他時間致電通知論壇的主辦方。
事後馬來西亞全國警察總長丹斯里卡立表示，不希望他「破壞馬來西亞與中國的關係」，以及擔心他發言會危害馬來西亞的國家安全，於是決定拒絕他入境。
論壇的主辦方批評馬來西亞政府在政治打壓，做法荒謬貽笑國際，感到極度不滿。活動前更收到滋擾電話，對方威脅向中國大使館投訴及到場抗議。主辦方說不排除中國大使館向馬來西亞政府施壓，導致黃之鋒被拒入境。

### 被泰國禁錮逾10小時并被拒入境
2016年10月5日，黃之鋒又前往泰國進行演講，分享參與雨傘運動及推動民主自決，並参加1976年曼谷學運40周年的紀念活動，但抵達曼谷素萬那普機場後，卻被泰國當局沒收護照，在場有20多名海關及警察看守，他被押至機場內的羈留所，並且禁錮在50平方呎、封閉式囚室，黃之鋒表示希望聯絡家人及律師，以及當局解釋扣留原因，卻遭一一拒絕，及在事后声称“泰國警察以簡單英語說他已被列入黑名單，並恐嚇說「這兒是泰國，同中國一樣」，又說「可以好友善對待你，但都可以為難你，你知我們可以做到什麼程度，你想要哪樣呀？」”他被禁錮逾10小時後獲釋，泰國當局將他遣返回港，當局文件指他違反當地入境條例而拒絕入境。
在場接機的泰國學生領袖秦聯豐声称，黄之鋒是被政府出入境部門拘留，而事前中國曾施壓。
香港眾志、時任立法會議員羅冠聰对此事表示，如果黃之鋒不是有國際聲譽和知名度，「恐怕不是遣返這麼簡單」，可能會是被擄走，銅鑼灣書店股東桂民海之前是在泰國遭中方人員擄走，並押回中國大陸。
28名民主派兼立法會議員發表聯合聲明，強烈譴責泰國當局有關做法，又指若非當時有當地學運領袖通報，恐怕黃之鋒會成為下一個被擄走的桂民海。
事後泰國入境部門官員向當地傳媒透露，這次是按中國共產黨指示而將黃之鋒禁錮並且遣返回港，泰國總理辦公室指是以「國家安全」為由拒絕黃之鋒入境，又指他是「反政府活躍分子」，擔心讓他進入泰國，會影響泰國與中國的關係，泰國總理巴育再發言強調，黃之鋒被遣返「是中國的事（China's issue）」，與泰國無關。
其後，黃之鋒出席電視節目《城市論壇》時表示，事後港府無人聯絡他，保安局至今亦未有回應，他要求在場的港區全國人大代表葉國謙跟進，但對方表明不會跟進，又說黃之鋒應該「心知肚明」。同場的謝偉俊說，黃之鋒知道這個教訓後，自己要小心。

### 應邀訪台遭統派人士襲擊
2017年1月7日黃之鋒、朱凱迪、姚松炎、羅冠聰應邀參加時代力量舉辦的「時代眾志‧自決力量-台港新生代議員論壇」，搭乘國泰航空班機凌晨0時30分抵達台灣桃園機場，遭大批愛國同心會、中華統一促進黨、竹聯幫、四海幫等統派團體成員包圍抗議，並衝破警方防線企圖毆打黃之鋒。四海幫海巨堂堂主陳子俊10日遭警方逮捕，並依中華民國法律以組織犯罪防制條例、傷害、毀損等罪嫌移送新北地檢署偵辦，晚間9點時許檢察官以有串供逃亡之虞向法院聲請羈押禁見。11日警方已移送裁罰13人。2017年1月15日台灣竹聯幫元老張安樂的次子張瑋以妨害公務罪嫌移送地檢署。

### 新加坡網絡論壇事件
2016年11月26日，黃之鋒使用Skype與新加坡社運人士聯絡参與當地一個論壇，一個月後，新加坡警方以黃之鋒沒有工作許可為由搜查當天論壇場所，黃之鋒回應此事時認為其「匪夷所思」。

### 電郵被「政府支援者」入侵
2019年7月，黃之鋒及人民力量立法會議員陳志全，分別收到Google通知，指他們的Gmail個人賬戶被「受到某些政府支援的入侵者」入侵，類似入侵更只有0.1%用戶會遇到。

### 被建制組織官方討論區抹黑指二千萬購入豪宅
2019年10月，建制組織撐警大聯盟的官方討論區瘋傳一段消息，訛稱黃之鋒以二千萬購入南區貝沙灣南灣6座36B室，有關買賣由美聯物業促成，並且質疑他資金來歷成疑。及後黃之鋒親證是「假新聞」，又說自己沒錢買豪宅，美聯物業接受傳媒查詢時亦確認該行並沒有為黃之鋒做過任何買賣，記者查土地註冊處資料亦未見易手。

### 被死亡恐嚇
2020年4月，黃之鋒在Twitter分享他玩《集合啦！動物森友會》的經歷，如他在無人島上鋪上寫有「光復香港，時代革命」字樣的橫額等，另外又分享別人在遊戲內掛上中共中央總書記習近平和香港行政長官林鄭月娥照片的遊戲畫面。
其後動物森友會遭到中國大陸各大電商平台下架，有新聞分析指動物森友會尚未經審批才無法販售，但黃之鋒仍收到了來自中國大陸網民向他發出的恐嚇，內容指他「搞到遊戲被封」，即使清明節過了，也要「祝他全家入土。」黃之鋒遭到騷擾一事在中國大陸網絡上引發大量網民嘲笑，許多網民稱讚騷擾者此舉為反對港獨，教訓廢青的義舉，並叫囂應該對黃之鋒殺無赦。

### 被跟蹤和偷拍
2020年6月6日，黃與其前黨友，南區區議員袁嘉蔚，繼日前公民黨立法會議員譚文豪之後，成為另一跟蹤對象。大約是在當日晚上8點，黃與友人已發現一輛白色私家車停泊在新蒲崗一帶，認為情況不尋常，3小時後，他們一行人開完會準備離去，發現由四人組成的跟蹤隊伍分別尾隨各人。根據黃在翌日於社交專頁上載的影片，見到一名身型肥胖男子在對面馬路以手機在拍攝，黃等人上前對質，問對方是否公安、國安或中聯辦的人，以及為什麼要偷拍眾志等人，說：「你今日由頭跟到落尾！」之後，該名男子表現激動，手持雨傘大叫「咩事呀而家？！」隨後，雙方更互相指罵。黃指，期間該輛停泊在附近多時的白色私家車一度駛近，他認為私家車本來是接應跟蹤者的，但發現被揭發後就不顧同伴而去，又說這架私家車近日都在附近。及後，該名肥胖偷拍者一度大叫搶劫，最後乘的士離開。在事後表示，跟縱、偷拍、踩線，販賣情報予國安單位等事在大陸發生並不意外，但香港國安法未落實，針對民主派人士作全天候監控，已成香港日常，實是可悲。呼籲大家出入小心，避免獨自一人。
在翌日，立場新聞根據黃等人提供的車牌資料，找到跟蹤黃等人的私家車車主為衛業有限公司的一名董事張錦輝，當張被問及是否被安排跟蹤黃時，張以在該地進行其他工作為由，指自己車輛出現在該處加以否認，又強調自己和公司是政治中立作回應。

### 街站拉票時被建制人士騷擾
2020年7月11日傍晚，黃為其前黨友袁嘉蔚在太古城為自己於泛民主派初選拉票時，人稱「大波man」的建制派人士石房有突然踩場騷擾，他舉起手機指責街站人士是「漢奸」、「走狗」，又斥這是「小圈子選舉」，指罵黃說「監獄就係你哋出路啦」等，又引述之前已被多方證明不實的假新聞，指對方剛剛才「拎2,000萬買樓」。擾攘約10分鐘後，有在場市民不滿，紛紛向石高叫「走啦」、「垃圾」，最後石在市民罵聲中離去。

### 在山頂遛狗被六名中年男女滋擾
2020年8月23日，黃之鋒與友人上山頂放狗期間，遇到一行6名中年男女跟蹤兼滋擾。六人集體辱罵及拍攝黃及同行友人，並誹謗同行友人為「雞」（即妓女的意思）其後黃之鋒查閱涉事人士的代步車輛登記，發現登記車主為現役警員，登記地址是位於利安道的順利紀律部隊宿舍。

### 立法會留任之爭
2020年9月，部份民主派立法會議員表明會按香港民意研究所進行的民調結果決定是否延任議員一職，民主黨製作解說留任理據的單張，當中引用流亡海外前香港眾志羅冠聰的言論，指留任或離任均不會影響國際觀感。就此，黃之鋒曾發文批評民主黨誤導市民。

## 刑事案件

### 佔旺藐視法庭
2014年11月25日至26日雨傘革命旺角清場期間，黃之鋒因違反禁制令而被控刑事藐視法庭。他於2017年7月6日在香港高等法院原訟法庭認罪，2018年1月17日，黃與同案另外19人被裁定刑事藐視法庭罪成，被判監3個月。
2019年5月16日，上訴獲減刑至2個月，但須即時入獄服刑。2019年6月17日出獄。

### 重奪公民廣場
2017年8月17日，律政司上訴得直，香港高等法院就覆核刑期案改判裁定黃之鋒因重奪公民廣場事件非法集會罪罪成，由社會服務令改判監禁6個月，同案的羅冠聰和周永康也分別由社會服務令和緩刑改判監禁。其後他被囚於壁屋懲教所。9月12日，黃之鋒以有關案件涉及實質及嚴重的不公平情況為理據，直接向終審法院申請上訴許可。10月24日，終審法院批准黃之鋒以5萬港元現金及5萬港元人事保釋，並定於11月7日開庭處理黃及相關人士上訴許可申請。
2018年1月23日，香港高等法院上訴法庭批准黃之鋒以1萬港元現金保釋，期間不得離港，並需居住在報稱的住址。
2018年2月6日，遭律政司覆核刑期而被上訴庭判囚的黃之鋒、周永康及羅冠聰獲終審法院裁定全部上訴得直，維持原審裁決，三人毋須重返監獄。

### 621行动
2019年6月21日在非法围堵警察总部的“621行动”期间，黄之锋被控“組織未經批准集結罪，煽惑他人明知而参与未经批准集结”等罪。
2019年8月30日，黄之锋于当日上午7点半前往港铁海怡半岛站途中，在街头被警方推上私家車後带走，被送往灣仔警察總部。警方指控黃涉嫌「煽惑他人參與未經批准的集結」、「組織未經批准的集結」及「明知而參與未經批准的集結」等三项罪名，指他涉嫌於6月21日包圍警察總部。當日下午在東區裁判法院提堂，黃以1萬港元獲准保釋。香港效益主義黨主席劉康表示，前一日才找完黃之鋒推廣新書，而下一日黃之鋒就被捕，他譴責政府拘捕黃之鋒，直斥是打壓言論自由。
2019年9月8日，黃之鋒準備前往德國時，再次以涉嫌違反保釋條件遭到逮捕。不過此次拘捕純屬誤會，法庭早於8月30日批出保釋時已允許他與周庭前往外地出席早已安排的演講、會議和探親等，但法庭將周庭出發日期錯寫成黃之鋒出發日期，故黃相信今次事件為行政出錯。翌日早上開庭後黃獲批准保釋並離港。黃表示此次拘捕並非針對他本人，但不滿警方濫捕造成雙輸局面，以及仍執意通宵扣留他。
2020年12月，黃之鋒、周庭和林朗彥三人在西九龍裁判法院表示认罪，其後被分别判处入狱，其中黄之锋被判处入狱13个月半，並在石壁監獄服刑。

### 銅鑼灣非法集結
2020年9月24日，黄之锋因为2019年10月5日在銅鑼灣參與非法集結与违反《禁止蒙面规例》而遭到逮捕，其后获得保释。2021年4月13日，香港東區裁判法院開庭審理该案，黃之鋒因“非法集結、在未經批准集結中使用蒙面物品”而再獲刑4個月。

### 六四集会
2021年5月，黃之鋒因在2020年6月4日進入香港维多利亚公园參與六四燭光晚會，被控未經批准集結罪，被香港區域法院判10個月監禁，經上訴後縮減為8個月。

### 顛覆國家政權

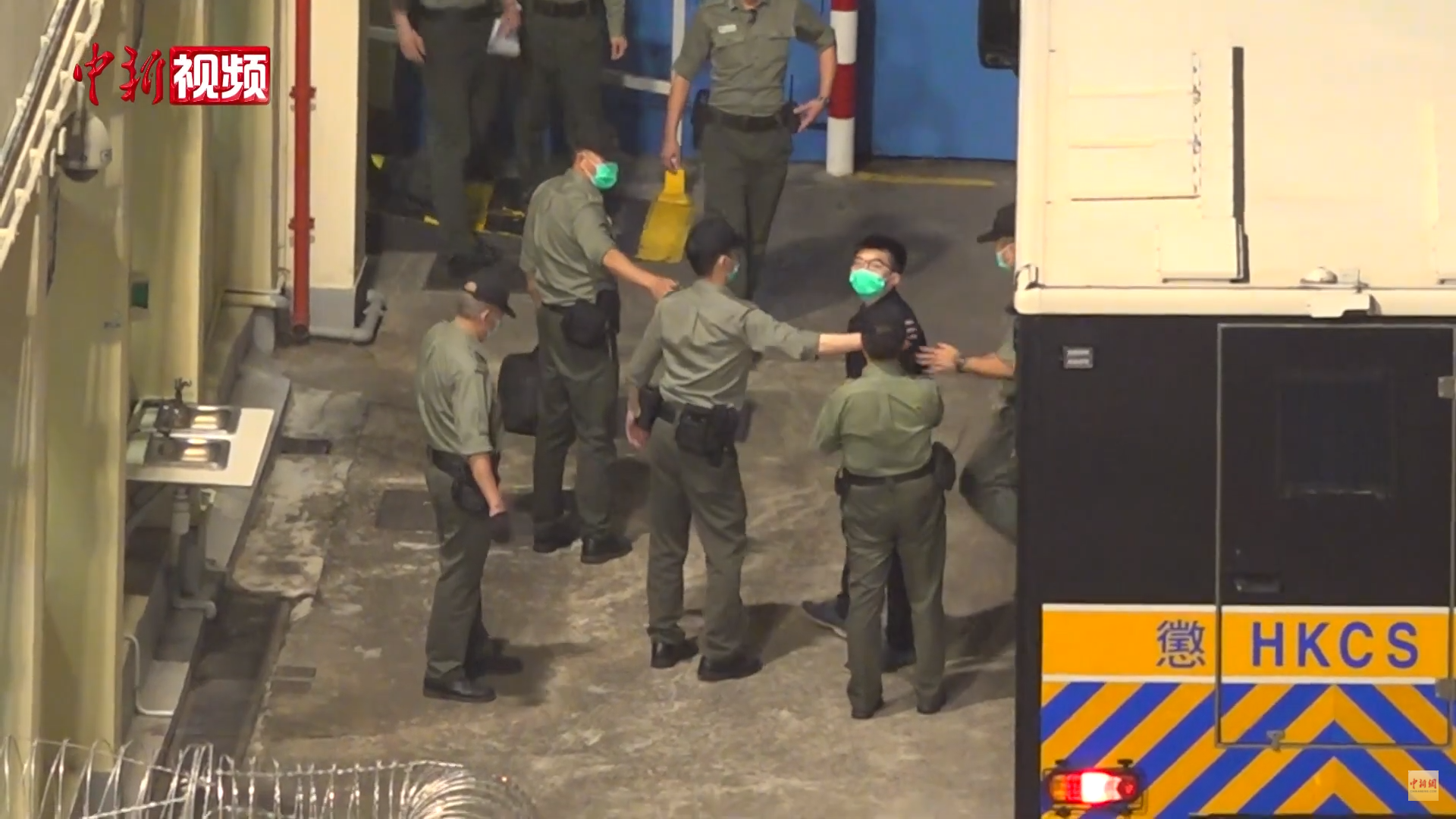
2021年3月，黃之鋒等47人涉“串谋颠覆政权”案，全部被告须还押

2022年3月初，雖已服刑完畢，但因参与2020年立法會初選遭控違反港區國安法「顛覆國家政權罪」，還押赤柱監獄等候審訊。
2024年11月被判监禁4年8个月。

### 洩露警員個人信息
2023年4月17日，香港高等法院以黄之锋洩露警員個人信息，犯藐视法庭罪為由判黄之锋入狱3个月。

### 勾結外國或者境外勢力危害國家安全
2025年6月6日，正在服刑的黃之鋒被押解至西九龍裁判法院提堂，又被增加指控「串謀勾結外國或者境外勢力危害國家安全罪」，他被指涉嫌2020年7月至11月間與羅冠聰等人串謀危害國家安全。11日，中國外交部駐港公署發言人表示，黃之鋒因被指涉嫌違反香港國安法在獄中再被捕，美國國務院發言人公開聲援黃之鋒，是干涉香港事務和中國內政。

## 荣誉
- 2014年《時代雜誌》周刊封面[32]
- 2014年《時代雜誌》全球25位最具影響力少年[33]
- 2014年《時代雜誌》全球風雲人物網上讀者投票第三名[145]
- 2014年《外交政策》全球百大思想者[146]
- 2014年《泰晤士報》選為年度青年[147]
- 2014年《法新社》2014年度全球10大最具影響力人物第六位[148]
- 2015年《財富雜誌》全球50位最傑出領袖人物榜第十位[149]。
- 2018年《政治顧問國際協會（英语：International Association of Political Consultants）》民主獎章[150]
- 2018年《諾貝爾和平獎》獲提名競逐[45]
- 2019年《金融時報》過去十年全球50大重要人物[151][152]
- 2023年《諾貝爾和平獎》獲提名競逐[153][154]

## 著作
- 黃之鋒. . 明窗出版社. 2013. ISBN 9789888206735.
- 黃之鋒. . 白卷出版社. 2015. ISBN 9789881435125.
- 黃之鋒. . 白卷出版社. 2018. ISBN 9789887816379.
- Joshua Wong.  [不自由言论：对全球民主的威胁以及为什么我们必须立即采取行动]. Penguin Books. 2020. ISBN 9780143135715.

## 媒体專訪及電影
- 香港電台《我未成年》節目邀作個人專訪。[155]
- 香港電台《議事論事》節目接受李鵬飛訪問 [156]
- 100毛《黑紙》「黑訪」[157]
- 2014年紀錄片《未夠秤》專訪黃之鋒及講述反「洗腦教育」運動。[158]
- 2017年紀錄片《黃之鋒：熱血青年 vs. 超級強權》主角，影片展現黃之鋒反國教至雨傘運動後的心路歷程。[159][160]

## 外部連結
- 黃之鋒的Facebook專頁
- 黃之鋒的Instagram帳戶
- 黃之鋒的X（前Twitter）
- 黃之鋒網站，存档于（存檔日期 2017-09-02）

| 政党职务 | 政党职务                                    | 政党职务 |
| -------- | ------------------------------------------- | -------- |
| 新頭銜   | 香港眾志秘書長 2016年4月10日－2020年6月30日 | 組織解散 |
| 新頭銜   | 學民思潮召集人 2011年5月29日－2016年3月20日 | 組織解散 |